# Giuseppe De Fabris
Giuseppe De Fabris, o Fabris (Nove, 19 agosto 1790 – Roma, 22 agosto 1860), è stato uno scultore e pittore italiano.

## Biografia

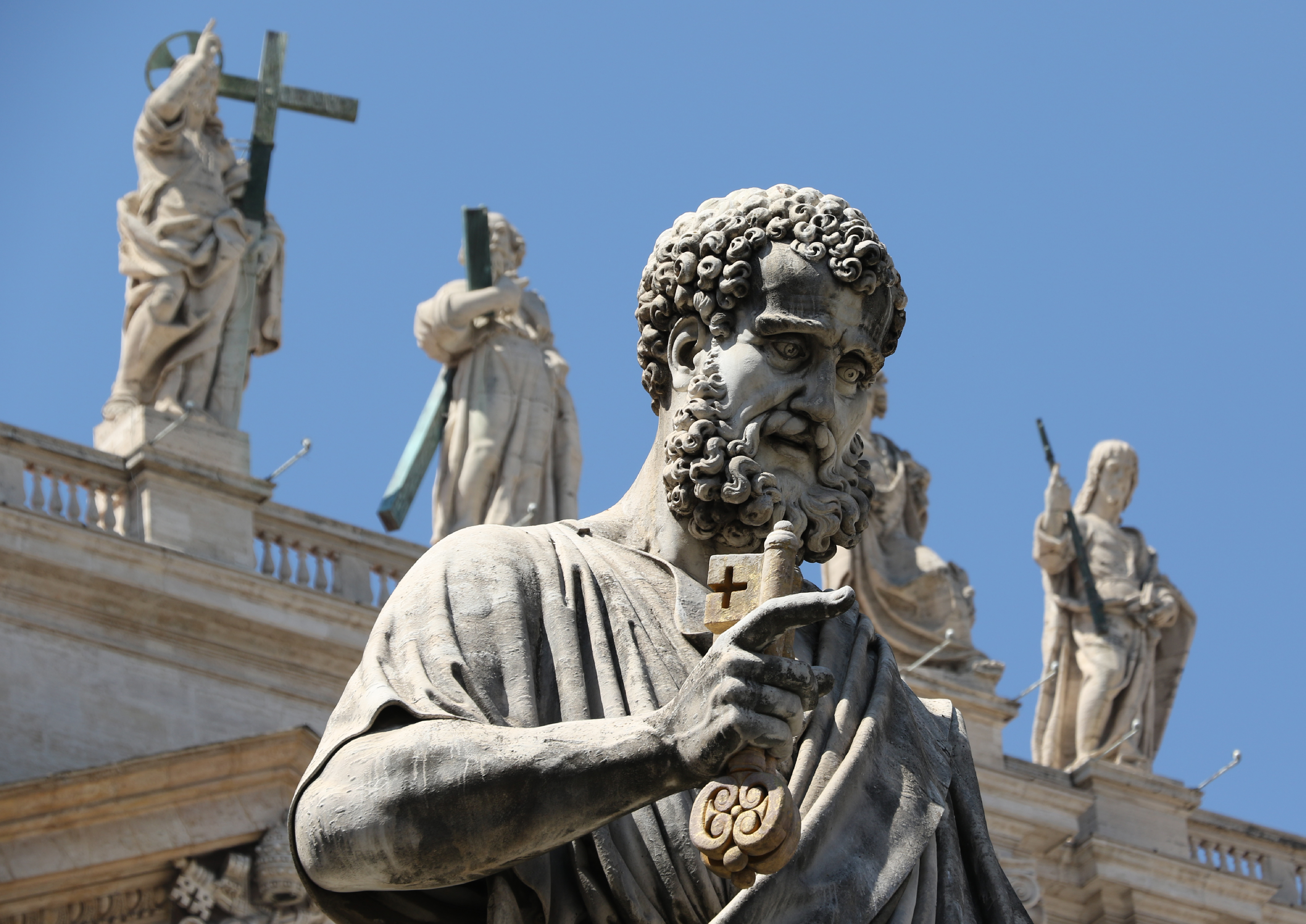
Statua di san Pietro di fronte alla Basilica vaticana (1840), Roma.

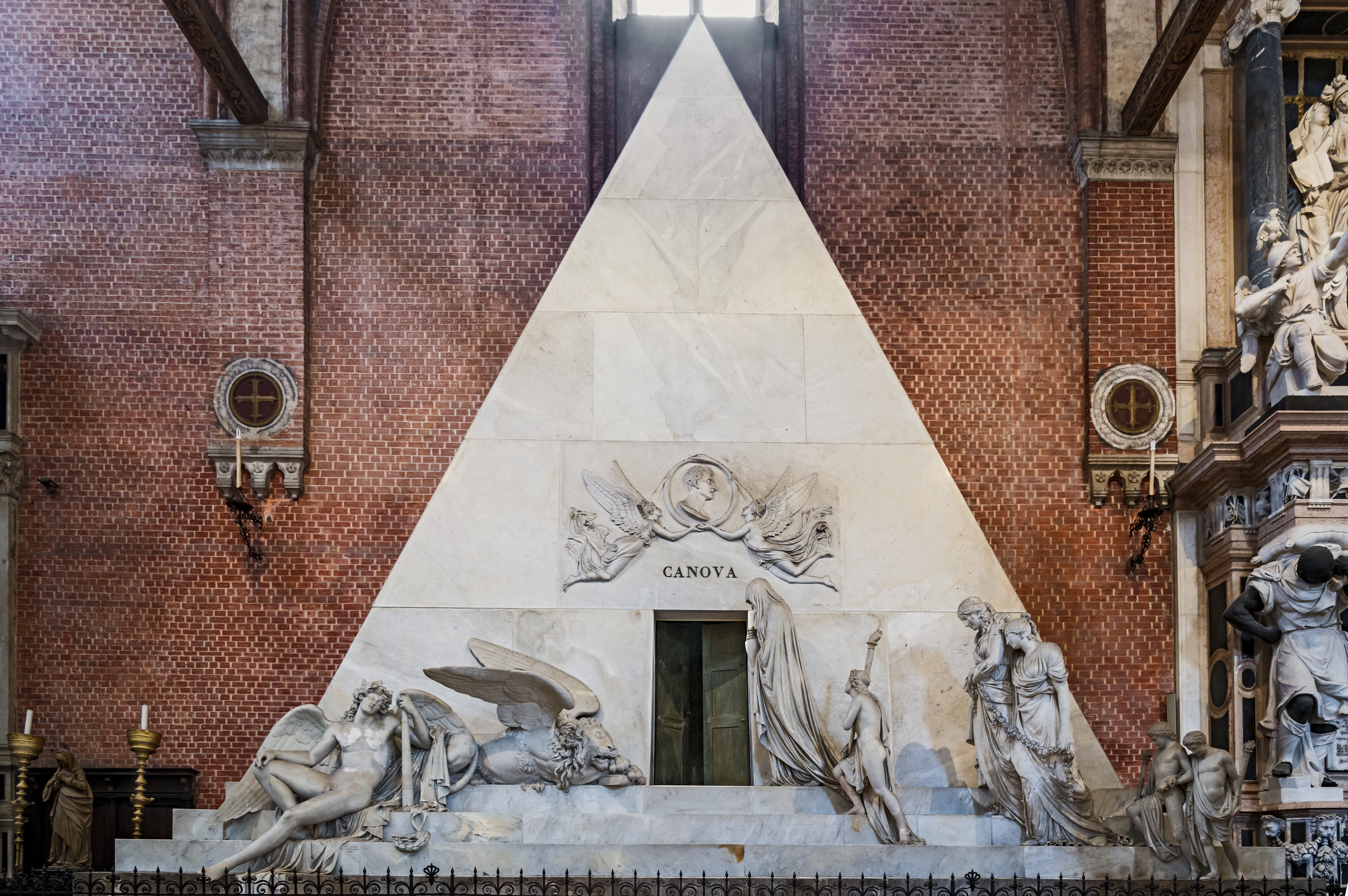
Monumento funebre ad Antonio Canova, Chiesa dei Frari, Venezia.

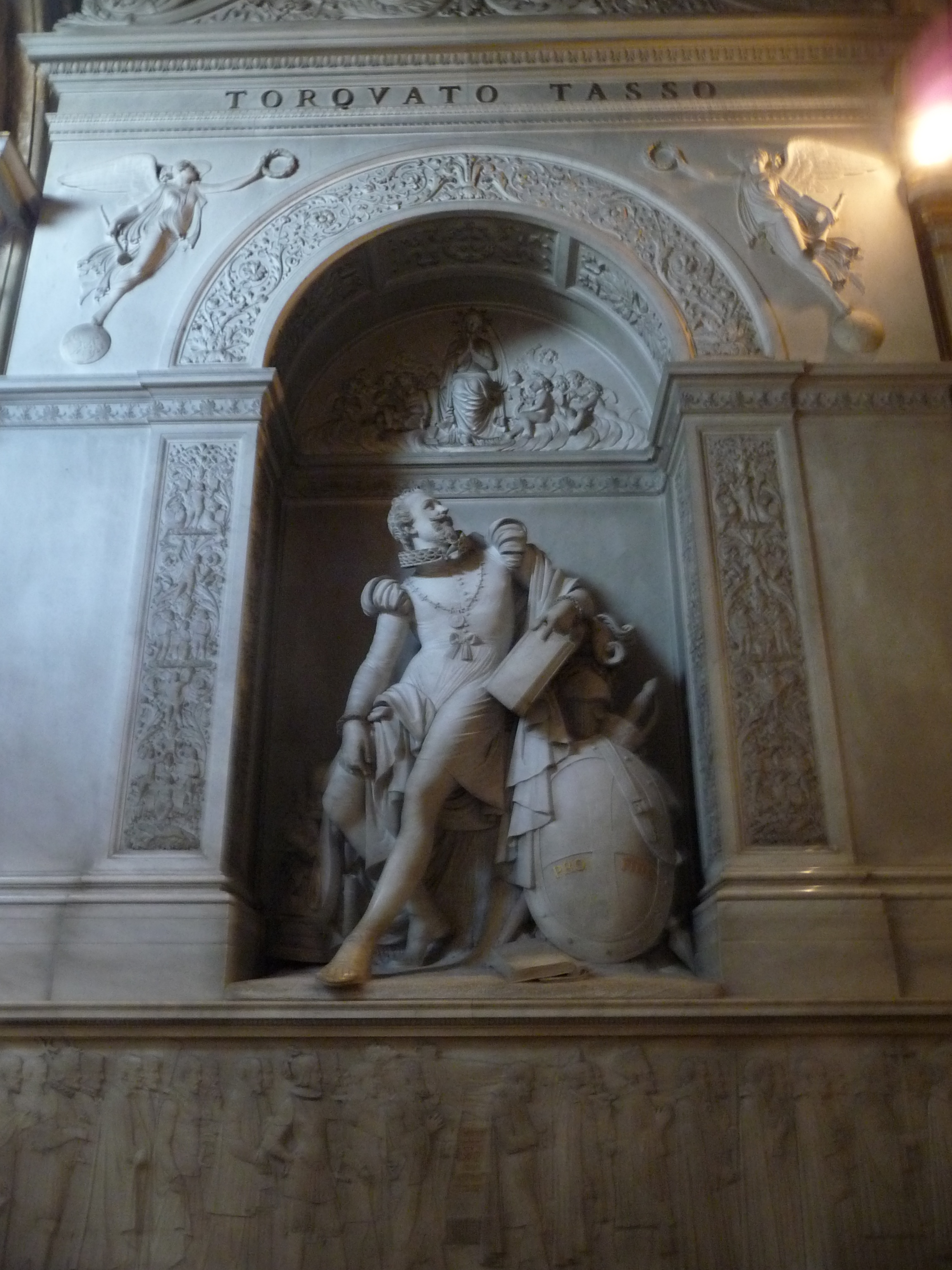
Monumento a Torquato Tasso, Chiesa di Sant'Onofrio al Gianicolo, Roma.

Nacque a Nove (provincia di Vicenza) il 19 agosto 1790 da Gioacchino Fabris e Domenica Moretti. Il padre, nativo di Bassano, dirigeva la manifattura di ceramiche degli Antonibon, che all'epoca impiegava duecento operai ed era al culmine della floridezza produttiva nei tre settori terraglie, maioliche e porcellane. Il giovane dimostrò subito non comuni doti artistiche e, pur scoraggiato dal padre, frequentò proficuamente reparti della manifattura. In questo contesto si esercitò autonomamente nella modellazione e risentì di un gusto neoclassicheggiante.
Nel 1806 la famiglia si trasferì a Vicenza, dove Giuseppe ebbe l'opportunità di frequentare lo studio del pittore Giacomo Ciesa, di approfondire lo studio della figura e di conoscere Giorgio Berti. In questa fase modellò per conto proprio, ispirandosi a una incisione, il Toro Farnese, il celebre gruppo scultoreo conservato al Museo archeologico Nazionale di Napoli.
Nel 1808 Giuseppe e il padre si trasferirono a Milano, dove il giovane ebbe modo di inserirsi attivamente nell'ambiente artistico e di svolgere una intensa attività di disegno, collegata allo studio dell'anatomia del corpo umano, come documentato da una serie di disegni anatomici a pastelli colorati.
Ventenne, iniziò una intensa attività nella realizzazione del Duomo di Milano: sono documentati molti suoi lavori, bozzetti per statue poi realizzati da altri scultori. Si ricordano, in particolare, i bozzetti per una Santa Marcellina e un Sant'Odilone.
Nel 1814 sposò Camilla Piantanida, figlia di un intagliatore di legno, e decise di trasferirsi a Roma, attratto dal mito della città eterna, dall'enorme patrimonio artistico e dalla possibilità di conoscere Antonio Canova.
Negli anni seguenti frequentò i corsi serali dell'Accademia Lombardo-Veneta e Palazzo Venezia e vinse numerosi premi. Venne annoverato tra gli "accademici di merito" dalla "insigne Romana Accademia delle Belle Arti detta di San Luca".
Nel 1823 l'artista si recò a Venezia, lavorando al monumento funebre da collocarsi ai Frari per il Canova, morto l'anno precedente: tale opera si protrasse fino al 1826 e venne inaugurata l'anno seguente. Sempre nel 1823, a Roma, divenne socio della Congregazione dei Virtuosi al Pantheon, di cui fu Reggente dal 1830, animandone costantemente l'attività artistica fino alla morte. Sua impresa straordinaria fu il progetto, da lui stesso attuato fra il giugno 1833 e il 1834, della ricognizione del sepolcro di Raffaello nel Pantheon, che ebbe una risonanza mondiale.
Il 1825, anno del giubileo, Fabris si recò a Roma, dove lavorò alacremente per la committenza ecclesiastica. Eseguì il ritratto del papa Leone XII, il cui originale in marmo si trova oggi nella sala del Mosaico in Vaticano. Partecipò inoltre con alcune incisioni alla “Mostra degli artisti bassanesi” organizzata a Bassano in occasione della visita dell'imperatore Francesco I.
A partire dal 1829 lavorò per il nuovo papa, Pio VIII, che ritrasse in diversi esemplari in gesso. Negli anni seguenti lavorò in modo assiduo tra Venezia e Roma.
Morì nel 1860 nella sua casa romana il 22 agosto. Ricopriva il ruolo di direttore generale dei Musei e delle Gallerie Pontificie.
Con i fondi lasciati dall'artista venne istituita a Nove nel 1875 la Scuola d'Arte serale per la Ceramica “Giuseppe De Fabris”, primo passo per la fondazione di quello che sarà uno dei più importanti istituti d'arte per la ceramica.
Nei locali della scuola d'Arte nel 1994 è stato allestito il Museo della Ceramica.

## Opere

### Agliè (Torino)
- Castello, Deposizione dalla croce

### Bassano del Grappa
- Museo civico, biblioteca e archivio, Addio di Ettore e Andromaca; Erma di G.B. Brocchi

### Belluno
- Cattedrale, Busto di Gregorio XVI

### Cantalupo Sabino (Rieti)
- Casa museo Cancini, Busto di V.Camuccini

### Castel D'Azzano (Verona)
- Busto dell'abate A. Cesaria

### Città del Vaticano
- Musei vaticani, Busto di Pio VIII (legno), Milone crotoniate (gesso, 1820), Monumento a Canova (bozzetto)
- Palazzi Vaticani, salone dello Studio del Mosaico, Busto di Leone XII
- Basilica di San Pietro, San Pietro, gradinata, Monumento a Leone XII
- Camposanto Teutonico, Monumento alla moglie, Camilla Piantanida
- Castel Gandolfo, Deposizione dalla croce, gesso

### Frascati
- Cattedrale di San Pietro, Monumento ad Anna Maria Nicolai

### Milano
- Duomo, San Napoleone martire, guglia
- Museo del Duomo, Statuette di Santi e martiri
- Musei civici d'Arte moderna, Sansone e il leone
- Chiesa dell'Addolorata alla Colombara, via Giovanni della Casa, Pietà
- Lesmo, villa Gernetto, Ettore e Andromaca, marmo

### Napoli
- Chiesa di San Francesco di Paola, San Marco

### Nove
- Chiesa parrocchiale, Monumento ai genitori, Monumento al parroco (contributi), Autoritratto, Madonna Addolorata
- Museo della Ceramica, Erma di Giacomo Mellerio
- Istituto d'arte "G. De Fabris", disegni, incisioni
- Comune, Ettore e Andromaca, bronzo

### Roma
- Protomoteca Capitolina, Sala Maggiore, Monumento ad Antonio Canovacci, Erma di Antonio Cesari, Busto di Gio. Giorgio Trissino
- Chiesa dei Santi Ambrogio e Carlo al Corso, Monumento a Francesco Guglielmi
- Chiesa di Sant'Andrea della Valle, Monumento a Prassede Tomati Robilant
- Chiesa dei Santi Biagio e Carlo ai Catinari, Monumento al cardinal Francesco Fontana, San Pietro, Stele De Rossi
- Basilica dei Santi Giovanni e Paolo, Monumento a Monsignor Lorenzo Litta
- Chiesa di San Giovanni dei Fiorentini, Stele di Ugolino Mannelli Galilei
- Chiesa di San Gregorio al Celio, Monumento al Cardinal Placido Zurla
- Chiesa di Santa Lucia del Gonfalone, Monumento a monsignor Nicola M. Nicolai
- Chiesa di San Marco, Monumento a Teresa Gennotte-Merkenfeld
- Chiesa di Santa Maria in Cosmedin, Busto di Leone XII
- Basilica di Santa Maria Maggiore, Monumento ad Antonio Maria Traversi
- Chiesa di Sant'Onofrio, Monumento a Torquato Tasso
- Chiesa di San Rocco all'Augusteo, Monumento a Giuseppe Vitelli
- Chiostro di San Cosimato, Busto di Leone XII
- Pantheon, Accademia dei Virtuosi al Pantheon, Busto di Raffaello; Autoritratto; Busto di Gregorio XVI

### Rieti
- Museo civico, Busto di Angelo Maria Ricci; Busto di Isabella Alfani Ricci (1830)[2]
- Basilica di Sant'Agostino, Monumento ad Angelo Maria Ricci

### San Pietroburgo
- Palazzo di Tauride, Milone crotoniate, gesso

### Spoleto
- Museo civico, Busto di Leone XII

### Venezia
- Chiesa di Santa Maria dei Frari, Genio nel Monumento al Canova
- Comunità di San Lazzaro degli Armeni, Isola di San Lazzaro, Busto di Mechitar; Gregorio XVI nella sedia gestatoria, marmo
- Seminario patriarcale, chiostro, Busto del Patriarca Pyrker
- Liceo-convitto Foscarini, Busto ad Anton Maria Traversi

### Vicenza
- Cimitero Monumentale, Monumento ad Andrea Palladio

### Vienna
- Hofburg, Vaso con nozze di Alessandro e Rossane